# Франклин, Арета
Аре́та Луи́за Фра́нклин (англ. Aretha Louise Franklin; 25 марта 1942[…], Мемфис, Теннесси — 16 августа 2018[…], Детройт, Мичиган) — американская певица в стилях ритм-энд-блюз, соул и госпел. Наибольшего успеха достигла во 2-й половине 1960-х и начале 1970-х гг. Благодаря исключительно гибкому и сильному вокалу её часто называют королевой соула (англ. The Queen Of Soul) или Леди Соул (англ. Lady Soul). 3 января 1987 года она стала первой женщиной, чьё имя было занесено в Зал славы рок-н-ролла. В ноябре 2008 года журнал Rolling Stone объявил её величайшей певицей в истории, поместив на 1-е место в списке «100 величайших певцов всех времён», так же как и в 2023 году, поместив на 1-е место списка «200 величайших певцов всех времён».

## Ранние годы
Арета Франклин выросла в Детройте (штат Мичиган) в семье баптистского священника Клэренса Лавона Франклина, с сёстрами пела в церковном хоре. Уже в 14 лет были сделаны первые записи её вокала. Молодым талантом заинтересовался детройтский лейбл «Motown», но благодаря хваткости агента Джона Хэммонда контракт она заключила с компанией Columbia Records.
Период до 1966 года, когда Франклин записывалась на этом лейбле, считается временем упущенных возможностей. Её песни изредка попадали в чарты и среди тривиальности коммерчески ориентированных записей этого периода иногда проскальзывали нотки настоящего соула, но в целом ранние пластинки Франклин отличаются крайне неровным качеством. Очевидно отсутствие человека, который направлял бы талант певицы в определённое русло.

## Золотой период

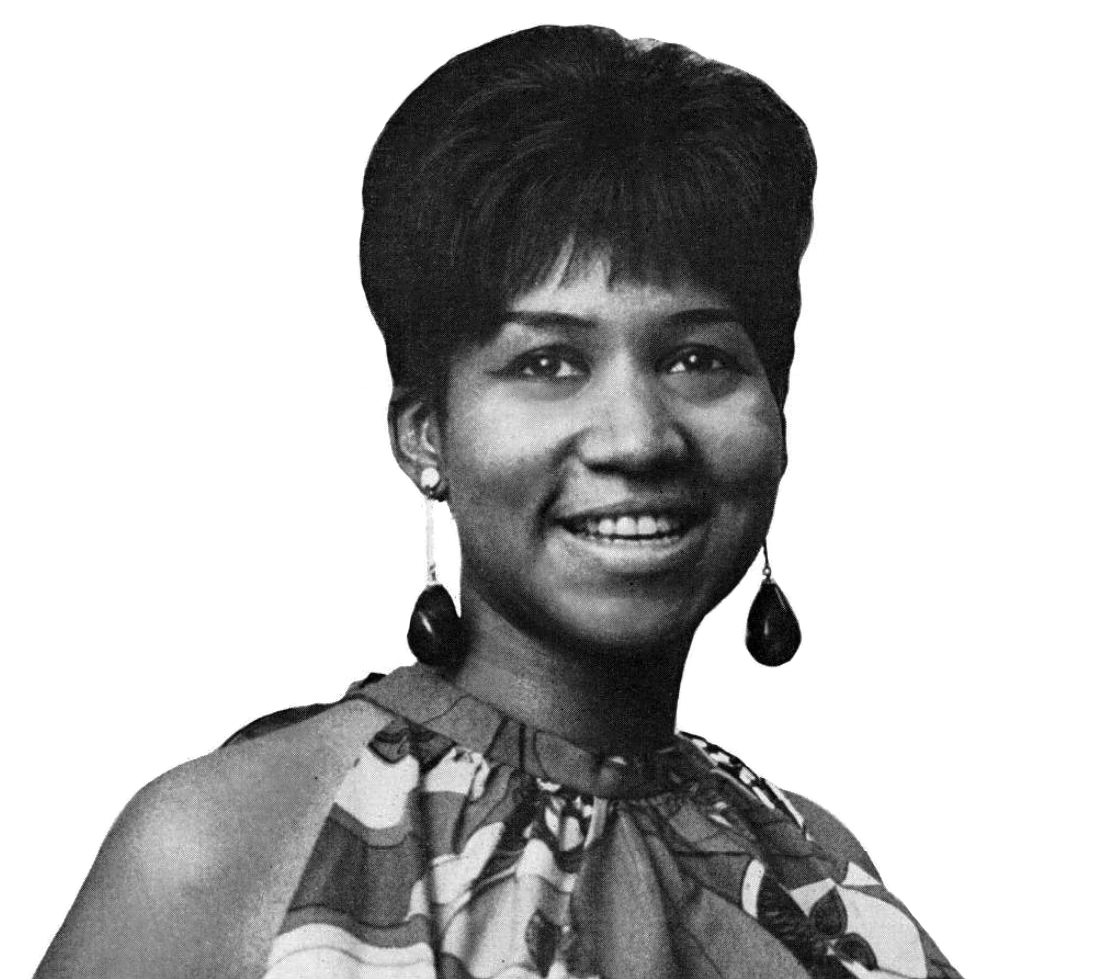
1968

В конце 1966 года такой человек появился — это был продюсер Джерри Уэкслер. Ему удалось превратить отдельные ноты задушевного, «знойного» соула в самую основу исполнительской манеры Франклин. Певица переходит на лейбл Atlantic Records и становится его главной звездой. Для записи перевернувшего мир ритм-энд-блюза своей беспрецедентной эмоциональностью сингла «I Never Loved a Man (The Way I Love You)» он привёз её в Алабаму, где она записывалась с лучшими музыкантами американского Юга.
На 18 месяцев с начала 1967 до конца 1968 гг. приходится прорыв Ареты в поп-чартах: за это время десять её песен — и среди них такие жемчужины классического соула, как «Chain of Fools» и «(You Make Me Feel Like) A Natural Woman» — попадают в лучшую десятку Billboard Hot 100, а её страстная перепевка песни Отиса Реддинга «Respect» становится гимном феминистского движения и возглавляет национальный хит-парад продаж. В том же 1968 году Арете Франклин присуждают первую в её карьере премию «Грэмми».
Певица, сплавившая в своих записях соул с госпелом, становится лицом чёрной Америки, осознавшей свою силу в годы борьбы за гражданские права. Её резкий, уверенный вокал в сопровождении с новаторскими аранжировками был принят за эталон классического соула. В 1972 году она записала альбом чистого госпела «Amazing Grace», который продавался не хуже её ритм-энд-блюзовых пластинок. И хотя Арета Франклин в первую очередь прославлена как выдающаяся вокалистка, мало кто знает, что на многих записях она сама играет на клавишных.
Самой главной проблемой «королевы соула» был репертуар. В отсутствие постоянного автора песен ей приходилось перерабатывать под себя уже известные шлягеры других исполнителей — The Drifters («Spanish Harlem»), Дайон Уорик («I Say a Little Prayer»), The Rolling Stones, The Beatles, Simon & Garfunkel, Сэма Кука. Особо эмоциональная подача, свойственная Франклин, сделала многие записанные ею кавер-версии более успешными, чем те записи, на которых они были основаны.

## Поздние годы и смерть

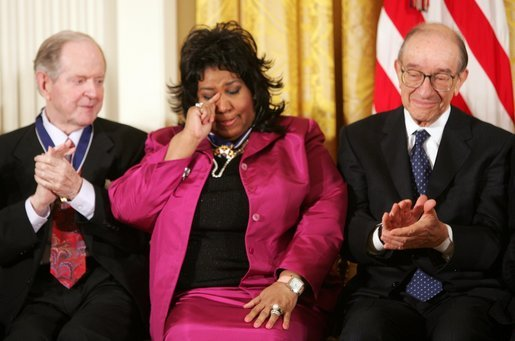
Арета Франклин смахивает слезу на церемонии награждения Президентской медалью Свободы

Последним крупным успехом Ареты Франклин в чартах стал кавер песни Стиви Уандера «Until You Come Back to Me» (1974). Эта запись закрывает суперзвёздную эпоху в жизни Франклин. «Золотой век» соул-музыки был уже в прошлом, и его «королева» не могла не осознавать этого. Дополнительным ударом стал для неё паралич отца, раненного грабителями при нападении на его усадьбу.
С 1978 по 1984 год была замужем за известным актёром Глинном Тёрменом, но этот брак окончился разводом.
С возрастом эмоциональный пыл записей Франклин охлаждается, и вместо страстного соула она переключается на исполнение традиционных поп-шлягеров, особенно в дуэтах с молодыми исполнителями вроде Лютера Вандросса. Дуэт Франклин с Джорджем Майклом в 1986 году возглавил хит-парад Великобритании, а её наиболее успешный сингл 1990-х, «A Rose Is Still a Rose» (1998), был записан вместе с Лорин Хилл из The Fugees.
Записанные в разные годы дуэты «королевы» с её крёстной дочерью Уитни Хьюстон, Марайей Кэри, Энни Леннокс, Мэри Джей Блайдж, Фрэнком Синатрой, Глорией Эстефан, Кристиной Агилерой и другими исполнителями были в 2007 году выпущены отдельным диском «Jewels in the Crown: All-Star Duets with the Queen». За два года до этого ей была вручена высшая награда США — Президентская медаль Свободы.
Скончалась 16 августа 2018 года в Детройте в возрасте 76 лет. Причиной смерти стал рак поджелудочной железы, с которым исполнительница боролась ещё с 2010 года. Похоронена в Детройте.
25 июня 2019 года The New York Times Magazine назвал Арету Франклин среди сотен исполнителей, чей материал, как сообщается, был уничтожен во время пожара в Universal Studios Hollywood 2008 года.

## Дискография

### Студийные альбомы
- 1956 — The Gospel Soul of Aretha Franklin
- 1961 — Aretha: With The Ray Bryant Combo
- 1962 — The Electrifying Aretha Franklin
- 1962 — The Tender, the Moving, the Swinging Aretha Franklin
- 1963 — Laughing on the Outside
- 1964 — Unforgettable - A Tribute to Dinah Washington
- 1964 — Runnin’ Out of Fools
- 1965 — Yeah!!!
- 1965 — Once in a Lifetime
- 1966 — Soul Sister
- 1967 — Take It Like You Give It
- 1967 — I Never Loved a Man the Way I Love You
- 1967 — Aretha Arrives
- 1967 — Take A Look
- 1968 — Lady Soul
- 1968 — Aretha Now
- 1969 — Soul '69
- 1969 — Soft and Beautiful
- 1970 — This Girl's in Love with You
- 1970 — Spirit in the Dark
- 1972 — Young, Gifted & Black
- 1973 — Hey Now Hey (The Other Side of the Sky)
- 1974 — Let Me In Your Life
- 1974 — With Everything I Feel in Me
- 1975 — You
- 1976 — Sparkle
- 1977 — Sweet Passion
- 1978 — Almighty Fire
- 1979 — La Diva
- 1980 — Aretha (1980)
- 1980 — Aretha Sings the Blues
- 1981 — Love All the Hurt Away
- 1982 — Jump to It
- 1983 — Get It Right
- 1984 — Never Grow Old
- 1985 — Who's Zoomin' Who?
- 1986 — Aretha (1986)
- 1986 — Soul Survivor
- 1989 — Through the Storm
- 1991 — What You See Is What You Sweat
- 1998 — A Rose Is Still a Rose
- 2003 — So Damn Happy
- 2007 — Jewels in the Crown: All-Star Duets with the Queen
- 2008 — This Christmas, Aretha
- 2011 — Aretha: A Woman Falling Out of Love
- 2014 — Aretha Franklin Sings the Great Diva Classics

### Концертные альбомы
- 1956 — Songs of Faith
- 1968 — Aretha in Paris
- 1971 — Aretha Live at Fillmore West
- 1972 — Amazing Grace
- 1987 — One Lord, One Faith, One Baptism
- 2005 — Don't Fight the Feeling: Live at Fillmore West
- 2007 — Oh Me Oh My: Aretha Live in Philly, 1972

## Фильмография
- Black Rodeo (1972) (документальный)
- Братья Блюз (1980)
- Listen Up: The Lives of Quincy Jones (1990) (документальный)
- Братья Блюз 2000 (1998)
- Tom Dowd & the Language of Music (2003) (документальный)
- The Zen of Bennett (2012) (документальный)
- Muscle Shoals (2013) (документальный)
- Изумительная благодать[англ.]* / Amazing Grace (2018) (документальный)
- Гений (2021) (телесериал; 3 сезон)
- Респект (2021) (фильм)[23]